# Elsie Driggs
Elsie Driggs, née en 1898 à Hartford, Connecticut, morte le 12 juillet 1992 à New York, est une peintre américaine connue surtout pour sa contribution à l'école du précisionnisme dans les années 1920. Elle était l’épouse de l’artiste Lee Gatch.

## Œuvres
- Pittsburg (1927), Whitney museum of american art, New York[2].
- Queensborough bridge (1927), Montclair Art Museum (en), New Jersey[3].
- Pilgrims (circa 1934), aquarelle et crayon[4].